# Los diarios de la boticaria
Los diarios de la boticaria, en japonés Kusuriya no Hitorigoto (薬屋のひとりごと?  lit. «El monólogo de la apotecaria»), es una serie de novelas ligeras japonesas escritas por Natsu Hyūga e ilustradas por Touko Shino. Ha sido serializada en línea desde 2011 en el sitio web de publicación de novelas generado por el usuario Shōsetsuka ni Narō. Fue adquirida por Shufunotomo en 2012, quien inicialmente publicó la serie como novela de un solo volumen, pero reanudó la publicación nuevamente en 2014, esta vez como novela ligera. Ha recibido dos adaptaciones al manga, una publicada por Square Enix en Big Gangan, y la otra publicada por Shogakukan en Sunday Gene-X. Una adaptación televisiva de la serie de anime producida por Tōhō Animation Studio y OLM se emitió de octubre de 2023 a marzo de 2024, mientras que una segunda temporada se emitió de enero a julio de 2025. Se ha anunciado una secuela de la serie de anime.

## Argumento
Maomao es una joven sirvienta que se ve obligada a trabajar en el palacio imperial (en una realidad alternativa  de la dinastía Tang), pues la secuestran y la venden al palacio interior. Ya desde sus orígenes como boticaria en el distrito rojo de la ciudad, su naturaleza curiosa y su sed de conocimiento la han empujado a actuar. Y cuando los rumores sobre la muerte de uno de los hijos del Emperador llegan a sus oídos, la joven boticaria tomará cartas en el asunto.

## Personajes
Maomao (猫猫?)
 Seiyū: Aoi Yūki(anime, Audio Drama), Desireé González (español latino), Estel Tort (español castellano)
La protagonista principal. Es hija de una cortesana (Fengxian) y un oficial militar (lakan), sin embargo, debido a la situación de sus padres en ese momento, ellos no la criaron. Fue adoptada por su tío abuelo Luomen, quien le enseñó sobre hierbas y manejo de enfermedades. Solía trabajar como boticaria en una pequeña aldea hasta que un día fue secuestrada y vendida al Palacio Imperial, donde comenzó a trabajar de sirvienta. Allí, pudo hacer uso de su agudo sentido de la practicidad y conocimiento perspicaz de las hierbas y enfermedades para resolver los misteriosos problemas dentro del palacio interior.
Jinshi (壬氏?)
Seiyū: Takeo Ōtsuka (anime), Takahiro Sakurai (Audio Drama), Diego Becerril (español latino), Masumi Mutsuda (español castellano)
Es un eunuco que fue puesto a cargo del palacio interior y a menudo solicita a Maomao que resuelva los misterios en el palacio a cambio de medicinas raras. Encuentra la apatía de Maomao hacia él refrescante y divertida. Más tarde, su curiosidad infantil se convierte en un afecto romántico unilateral. Se revela después que Jinshi llamado Ka Zuigetsu es hijo de Lady Ah-Duo y el actual Emperador; sin embargo, debido a que el Hermano Imperial en ese momento era una prioridad más alta que el hijo de Ah-Duo, esta deliberadamente cambió a Jinshi por el hijo del Emperador anterior poco después del nacimiento para garantizar su seguridad. Como resultado, es reconocido como el Hermano Imperial del actual Emperador. Aunque el Emperador actual quería que Jinshi fuera el próximo Príncipe Heredero, Jinshi despreciaba la idea. Para salir de esto, hizo una apuesta con el Emperador en un juego de Go, con la condición de que si Jinshi perdía, se convertiría en Príncipe Heredero; sin embargo, si ganaba, asumiría el papel de eunuco. Después de ganar, Jinshi asumió su papel introductorio en la serie como 'Jinshi', el eunuco de 24 años que supervisaba el Palacio Interior.
Gaoshun (高順?)
 Seiyū: Katsuyuki Konishi (anime), Kenjirō Tsuda (Audio Drama), Dave Ramos (español latino)
Gao shun es el mayordomo y fiel sirviente de Jinshi, el lo a cuidado desde que nació, es un funcionario de alto rango esta casado y tiene 3 hijos y nietos, es un hombre resiliente y su mayor empeño es que Jinshi cumpla con sus obligaciones y tareas, aunque a veces le es difícil manejar sus berrinches por MaoMao. Aunque aparenta ser tranquilo, distante y capaz, Gaoshun le teme a las mujeres debido a su esposa e hija, excesivamente mandonas.
Consorte Gyokuyō (玉葉?)
 Seiyū: Atsumi Tanezaki (anime), Yōko Hikasa (Audio Drama), Claudia Contreras (español latino)
es una de las cuatro consortes principales del palacio interior, madre de los príncipes del emperador, es una mujer hermosa con su cabello rosa y ojos verdes como el jade, es una mujer muy inteligente y perspicaz además muy interesada en los consejos de mao mao.
Guen (虞淵?)
 Seiyū: Mitsuaki Kanuka, Gustavo Melgarejo (español latino)
Consorte Lihua (梨花?)
 Seiyū: Yui Ishikawa, Ivett Toriz (español latino)
Lihua es conocida como la consorte sabia, al principio de la historia la tanto ella como su hijo, y la princesa están enfermos, lamentablemente el príncipe fallece y ella queda muy débil y enferma.
Lishu (里樹?)
 Seiyū: Hina Kino, por confirmar (español latino)
Conocida como la consorte pura, es la única consorte que ha servido a dos emperadores sin intimar con ellos y es la más joven de las consortes en el harem (solo tiene 14 años) es muy inocente, y sufre de acoso por sus damas de compañía hasta que MaoMao hace que su catadora reacción y cuide de ella, la Consorte LiShu es muy apegada a la consorte Ah-Duo.
Ah-Duo (阿多?)

 Seiyū: Yūko Kaida
Meimei (梅梅?)
 Seiyū: Megumi Han
Pairin (白鈴?)
 Seiyū: Ami Koshimizu, Julieta Rivera (español latino)
Joka (女華?)
 Seiyū: Hiroki Nanami
Madam (やり手婆 Yarite Baba?)
 Seiyū: Kimiko Saitō, Luna Arjona (español latino)
Luomen (羅門?)
 Seiyū: Hiroshi Yanaka, Orlando Rivas (español latino)
Lihaku (李白?)
 Seiyū: Kenji Akabane
Xiaolan (小蘭?)
 Seiyū: Misaki Kuno, Fernanda Ornelas (español latino)
Sotei (素貞?)
Conocida como "La Dama Blanca" (白娘娘, Pai-niangniang) o "La Inmortal Blanca", era la agente de Ayla. Estaba destinada a convertirse en la próxima Doncella del Santuario de Shaoh. Sin embargo, nunca tuvo su oportunidad, ya que la anterior doncella no renunció a su puesto. Sotei ha estado involucrada en varias conspiraciones, lo que la convierte en una antagonista de la historia.

## Media

### Novela
La serie fue publicada originalmente por Natsu Hyūga en el sitio web generado por el usuario Shōsetsuka ni Narō desde octubre de 2011. El editor Shufunotomo adquirió la serie y la publicó bajo su sello Ray Books como novela de volumen único en septiembre de 2012.

### Novela ligera
En agosto de 2014, Shufunotomo comenzó a publicar la serie nuevamente. Esta vez, el editor lo hizo como novela ligera bajo su sello Hero Bunko, que publica principalmente títulos adquiridos de Shōsetsuka ni Narō.
| Volúmenes de novelas ligeras publicadas | Volúmenes de novelas ligeras publicadas | Volúmenes de novelas ligeras publicadas                                            |
| Número                                  | Fecha de lanzamiento                    | ISBN                                                                               |
| --------------------------------------- | --------------------------------------- | ---------------------------------------------------------------------------------- |
| 1                                       | 29 de agosto de 2014                    | ISBN 978-4-07-298198-6                                                             |
| 2                                       | 31 de enero de 2015                     | ISBN 978-4-07-410821-3                                                             |
| 3                                       | 29 de junio de 2015                     | ISBN 978-4-07-401176-6                                                             |
| 4                                       | 30 de septiembre de 2015                | ISBN 978-4-07-403100-9                                                             |
| 5                                       | 30 de abril de 2016                     | ISBN 978-4-07-416947-4                                                             |
| 6                                       | 30 de noviembre de 2016                 | ISBN 978-4-07-420788-6                                                             |
| 7                                       | 28 de febrero de 2018                   | ISBN 978-4-07-429772-6                                                             |
| 8                                       | 28 de febrero de 2019                   | ISBN 978-4-07-436884-6                                                             |
| 9                                       | 28 de febrero de 2020                   | ISBN 978-4-07-442420-7 (edición regular) ISBN 978-4-07-442420-7 (edición limitada) |
| 10                                      | 29 de enero de 2021                     | ISBN 978-4-07-447215-4                                                             |
| 11                                      | 30 de abril de 2021                     | ISBN 978-4-07-448226-9 (edición regular) ISBN 978-4-07-448440-9 (edición limitada) |
| 12                                      | 29 de julio de 2022                     | ISBN 978-4-07-452400-6                                                             |
| 13                                      | 25 de febrero de 2023                   | ISBN 978-4-07-454379-3                                                             |
| 14                                      | 29 de septiembre de 2023                | ISBN 978-4-07-455775-2                                                             |
| 15                                      | 29 de marzo de 2024                     | ISBN 978-4-07-456728-7                                                             |
| 16                                      | 30 de mayo de 2025                      | ISBN 978-4-07-461876-7                                                             |

### Manga
En mayo de 2017, Square Enix comenzó a publicar una adaptación de manga de la serie en Big Gangan. En agosto del mismo año, Shōgakukan comenzó a publicar una adaptación titulada Kusuriya no Hitorigoto: Maomao no Koukyuu Nazotoki Techou en su revista Monthly Sunday Gene-X.

### Anime
El 16 de febrero de 2023 se anunció una adaptación para anime. Es producida por Tōhō Animation Studio y OLM, con Norihiro Naganuma dirigiendo y supervisando los guiones, y Akinori Fudesaka como asistente de dirección. Yukiko Nakatani diseñará los personajes y Satoru Kōsaki, Kevin Penkin y Alisa Okehazama compondrán la música. Los dos cursos consecutivas se transmitieron del 22 de octubre de 2023 al 24 de marzo de 2024 en Nippon TV y sus afiliados. El primer tema de apertura es "Hana ni Natte", interpretado por Ryokuoushoku Shakai, mientras que el primer tema de cierre es "Aikotoba", interpretado por Aina the End. El segundo tema de apertura es "Ambivalent", interpretado por Uru, mientras que el segundo tema de cierre es "Ai wa Kusuri", interpretado por Wacci. Crunchyroll obtuvo la licencia de la serie fuera de Asia.
El 16 de marzo de 2024, la serie tuvo un doblaje en español latino, el cual fue estrenado por Crunchyroll. El 2 de noviembre de 2024, Crunchyroll anunció un doblaje al castellano de la serie, el cual se estrenó el 3 de diciembre.
Tras la emisión de la primera temporada, se anunció una segunda. Se emitió del 10 de enero al 4 de julio de 2025, en el bloque de programación Friday Anime Night de Nippon TV y sus afiliadas.
Tras concluir la transmisión de la segunda temporada, se anunció una secuela de la serie de anime.

## Recepción
La adaptación al manga de Square Enix fue la novena adaptación de anime más deseada en la encuesta de AnimeJapan 2019.